# (6149) Pelcak
(6149) Pelcak es un asteroide perteneciente al cinturón de asteroides, región del sistema solar que se encuentra entre las órbitas de Marte y Júpiter, descubierto el 25 de septiembre de 1979 por Antonín Mrkos desde el Observatorio Kleť, České Budějovice, República Checa.

## Designación y nombre
Designado provisionalmente como 1979 SS. Fue nombrado Pelcak en homenaje a Oldřich Pelčák, ha sido candidato a astronauta checoslovaco, formaba parte de un equipo de astronautas checoslovacos con Vladimír Remek.

## Características orbitales
Pelcak está situado a una distancia media del Sol de 2,388 ua, pudiendo alejarse hasta 2,804 ua y acercarse hasta 1,972 ua. Su excentricidad es 0,174 y la inclinación orbital 6,363 grados. Emplea 1348,15 días en completar una órbita alrededor del Sol.

## Características físicas
La magnitud absoluta de Pelcak es 14,3. Tiene 3,959 km de diámetro y su albedo se estima en 0,258. 